# Guihaiothamnus acaulis
Guihaiothamnus acaulis är en måreväxtart som beskrevs av Hsien Shui Lo. Guihaiothamnus acaulis ingår i släktet Guihaiothamnus och familjen måreväxter. Inga underarter finns listade i Catalogue of Life.